# Janice Romary
Janice-Lee York-Romary, detta Jan (San Mateo, 6 agosto 1927 – Klamath Falls, 1º giugno 2007), è stata una schermitrice statunitense.
Vanta sei partecipazioni ai Giochi olimpici.

## Biografia
È stata la prima donna statunitense portabandiera ai Giochi olimpici (Città del Messico 1968). È stata anche la prima atleta a raggiungere le 6 partecipazioni olimpiche, superata nel 1988 da un'altra schermitrice, la svedese Kerstin Palm, la quale oggi è stata raggiunta a quota 7 da Seiko Hashimoto (le cui 7 partecipazioni sono state sia ai giochi estivi che a quelli invernali in un arco temporale di soli 12 anni), Merlene Ottey (nel 2004), Jeannie Longo e Josefa Idem (che hanno ottenuto questo risultato nel 2008).

## Partecipazioni olimpiche
1. Londra 1948
2. Helsinki 1952
3. Melbourne 1956
4. Roma 1960
5. Tokyo 1964
6. Città del Messico 1968

## Carriera postolimpica
È stata membro del Comitato olimpico statunitense a partire da Montréal 1976 e nel 2007 è morta, ad 80 anni, per complicazioni dovute alla malattia di Alzheimer.

## Palmarès
In carriera ha conseguito i seguenti risultati:
- Giochi olimpici:

4º posto a Helsinki 1952 (fioretto individuale)
4º posto a Melbourne 1956 (fioretto individuale)
- Giochi Panamericani:

San Paolo 1963: oro nel fioretto a squadre e bronzo individuale.
Winnipeg 1967: oro nel fioretto a squadre.